# 알프레드 하우제

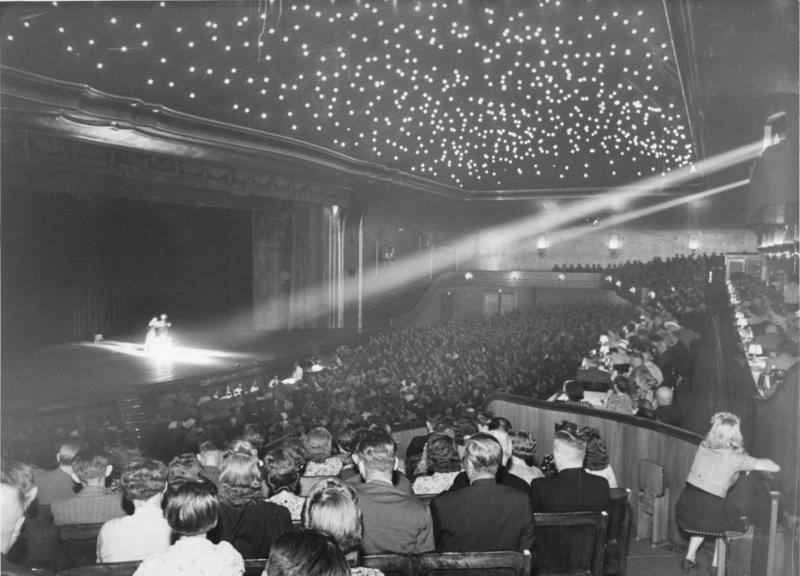
1940년 베를린

알프레드 하우제(1920년 8월 8일 ~ 2005년 1월 14일)는 독일의 지휘자 및 바이올린 연주자이다.
독일의 베스트팔렌에서 태어나 10세 때 바이마르 음악원에 입학하여 정규 교육을 받았다. 그러나, 음악원에 재학하는 동안 경음악을 주체로 한 댄스 밴드에 가입하였다. 1938년에 오토 도브린토 악단을 비롯한 그 밖의 유명 악단에 참가한 적이 있다. 1945년에 제2차 세계대전이 끝남과 동시에 함부르크 오케스트라에 가입하여 기술을 연마하고 1948년에는 자체 악단을 결성하였다. 〈비올레타에게 바친 목숨〉이 하우제의 대표적인 인기곡으로 전 세계에 그 이름이 알려져 현대 콘티넨털 탱고계에서 으뜸가는 인기를 얻었다.